# 금성초등학교 (진도군)
금성초등학교는 대한민국 전라남도 진도군 군내면에 있는 공립 초등학교이다.

## 학교 연혁
- 1962년 4월 10일: 군내초등학교 금성분교 개교
- 1966년 4월 10일: 금성초등학교 승격

## 소장 문화재
- 진도 금골산 오층석탑 (보물 제529호)

## 같이 보기
- 해원사터 - 진도군 향토문화유산(유형유산) 제20호

## 참고 자료
- 금성초등학교 - 한국교육학술정보원 학교알리미